# Eyam
Eyam (uttalas /ˈiːm/) är en by och civil parish i distriktet Derbyshire Dales i grevskapet Derbyshire i England i Storbritannien. Byn grundades av anglosaxarna, men bly hade brutits i området redan av de gamla romarna. Byn är mest känd som den så kallade "pestbyn", vars invånare på uppmaning av prästen stannade kvar istället för att lämna den då pestsmittade upptäcktes i byn i augusti 1665 och därmed riskera att föra pesten vidare till andra orter.

### Fotnoter
1. ↑  ”Living with the plague”. Local Legends. BBC. http://www.bbc.co.uk/legacies/myths_legends/england/derby/. Läst 12 april 2007.